# Resistenza polacca
La resistenza polacca è il movimento armato clandestino che durante la seconda guerra mondiale combatté contro l'occupazione militare della Polonia da parte della Germania nazista. La resistenza iniziò quasi subito, sebbene in Polonia non ci fosse molto terreno adatto ad azioni di guerriglia.

## L'organizzazione e le attività

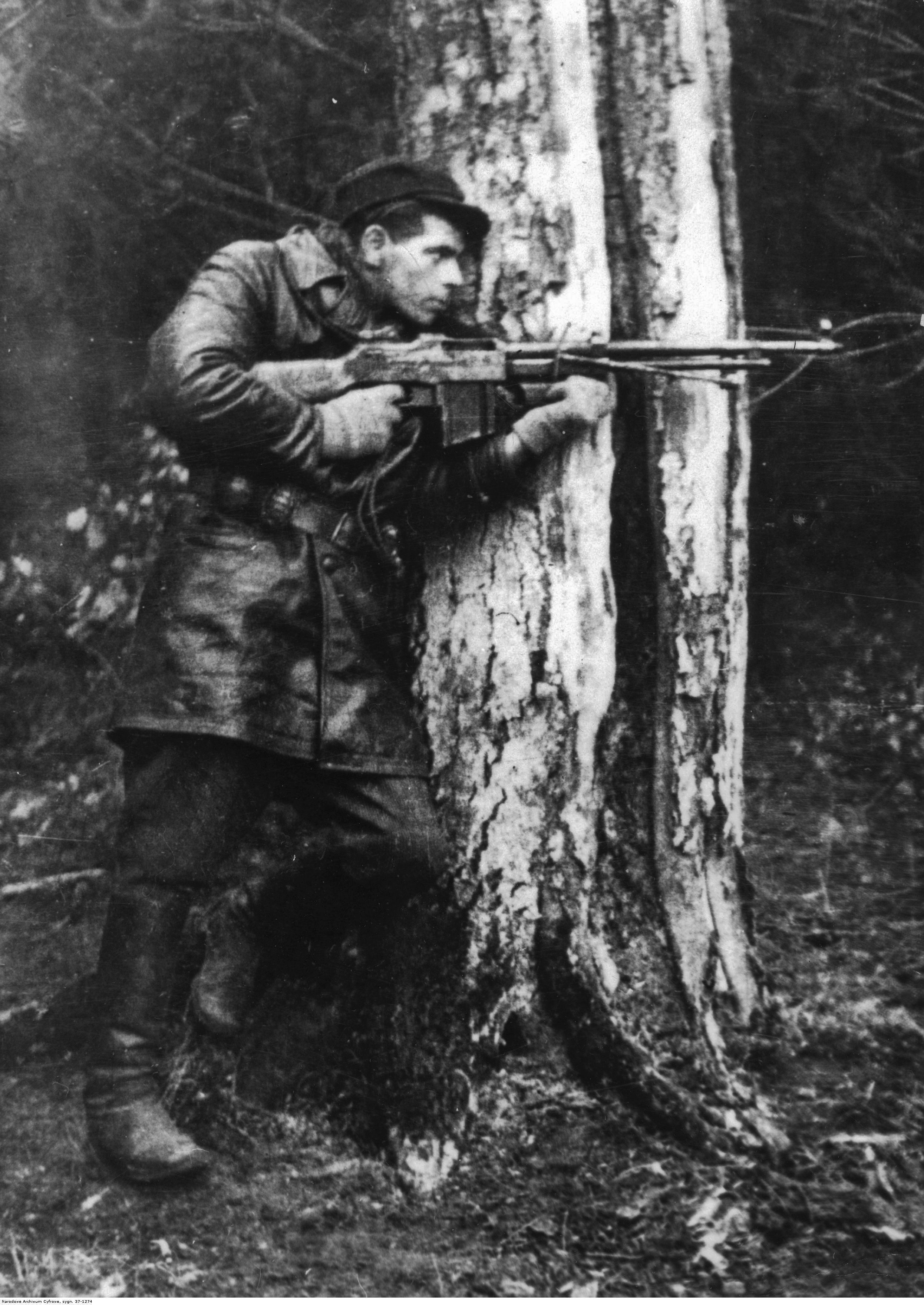
Partigiano polacco con versione polacca del M1918 BAR

L'Armia Krajowa (AK, "Esercito nazionale" in polacco), fedele al governo polacco in esilio a Londra e braccio armato dello Stato segreto polacco, venne formata da un certo numero di piccoli gruppi nel 1942. Dal 1943 l'AK fu in competizione con l'Armia Ludowa (AL, "Esercito popolare"), appoggiata dall'Unione Sovietica e controllata dal Partito Operaio Polacco (in polacco Polska Partia Robotnicza o PPR). Nel 1944 l'AK aveva circa 380000 uomini, ma pochi di essi erano armati, mentre l'AL era molto meno numeroso. Le organizzazioni della resistenza polacca eliminarono in totale 150000 uomini dell'Asse durante l'occupazione.
Nell'agosto del 1943 e nel marzo del 1944, lo Stato clandestino polacco annunciò il piano a lungo termine, che faceva parzialmente proprie alcune delle proposte comuniste. Il piano prometteva una riforma agraria, la nazionalizzazione della grande industria, richieste di compensazioni territoriali dalla Germania e il ristabilimento delle frontiere orientali antecedenti al 1939. La principale differenza tra lo Stato clandestino ed i comunisti riguardava, quindi, non le riforme radicali in campo socioeconomico, che erano propugnate da entrambi i lati, ma il loro atteggiamento nei confronti della sovranità nazionale, i confini e le relazioni polacco-sovietiche.
Nell'aprile del 1943, i tedeschi cominciarono a deportare gli ebrei rimasti dal ghetto di Varsavia, provocandone la rivolta dal 19 aprile al 16 maggio, una delle prime rivolte armate contro i tedeschi in Polonia. Alcune unità dell'AK tentarono di assistere la rivolta del ghetto, ma per la maggior parte gli ebrei furono lasciati soli a combattere. I capi ebrei sapevano che la rivolta sarebbe stata schiacciata, ma preferirono morire combattendo che aspettare di essere deportati per morire nei campi.
Durante il 1943 l'Armia Krajowa raccolse le proprie forze in vista di una rivolta nazionale. Il piano ricevette il nome in codice operazione Tempesta ed iniziò verso la fine del 1943. I suoi elementi maggiormente conosciuti erano l'operazione Ostra Brama e la rivolta di Varsavia.

## La rivolta di Varsavia

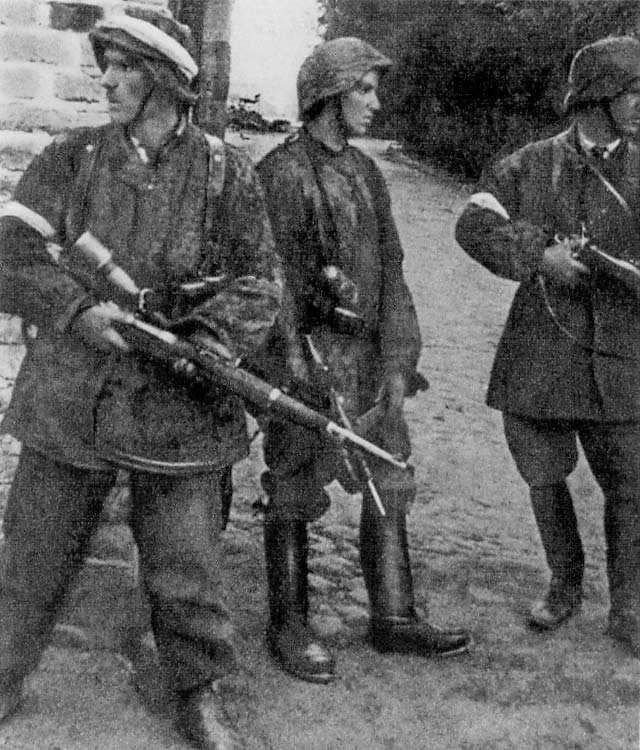
Soldati della resistenza polacca durante la rivolta di Varsavia del 1944

Nell'agosto del 1944, con l'avvicinarsi delle forze sovietiche a Varsavia, il governo in esilio sollecitò la rivolta della città, cosicché potesse reinstallarsi nella capitale e cercare di prevenire la presa del potere dei comunisti. L'AK, comandata da Tadeusz Bór-Komorowski, diede il via alla rivolta. Le truppe sovietiche si trovavano a meno di 20 km dalla capitale ma su ordine dell'Alto Comando Sovietico non fornirono assistenza. Stalin descrisse la rivolta come un'"avventura criminale". I polacchi chiesero aiuto agli Alleati occidentali e la Royal Air Force e la Forza Aerea Polacca, di base in Italia, paracadutarono alcuni quantitativi di armi ma, come nel 1939, gli aiuti da parte degli alleati furono minimi.
I combattimenti a Varsavia furono disperati, con un gran valore mostrato nella lotta strada per strada. L'AK aveva tra i 12000 e i 20000 uomini, la maggior parte dei quali con armi leggere, contro una forza ben armata di 20000 SS e unità dell'esercito regolare. La speranza di Bór-Komorowski di prendere e tenere Varsavia fino al ritorno da Londra del governo in esilio non ebbe mai alcuna seria possibilità di realizzarsi. Dopo 63 giorni di lotta selvaggia la città fu ridotta ad un cumulo di macerie e la vendetta fu dura. Le SS e le unità ausiliarie reclutate tra i disertori sovietici furono particolarmente brutali.

## La fine
Dopo la resa di Bór-Komorowski i combattenti dell'AK furono trattati da prigionieri di guerra dai tedeschi, con grande rabbia di Stalin, ma la popolazione civile fu duramente punita. Le perdite polacche totali sono state stimate in 150000-300000 morti, 90000 civili furono mandati nei campi di lavoro in Germania, mentre 60000 furono spediti nei campi di concentramento e sterminio come Ravensbrück, Auschwitz, Mauthausen e altri. La città fu quasi totalmente distrutta dai demolitori tedeschi. La rivolta di Varsavia permise ai tedeschi di distruggere l'AK come forza combattente, ma il maggior beneficiato fu Stalin, che ne approfittò per imporre un governo comunista alla Polonia del dopoguerra con poco timore di eventuali resistenze armate.